# Aterià
L'aterià —nom derivat del jaciment del Bir-el-Ater (al sud de Tunísia)— és el tipus d'indústria prehistòrica originada, durant el Paleolític mitjà i fins a un període no definit del Paleolític superior, a l'Àfrica del Nord i estesa pel Magrib i part del Sàhara. Tipològicament s'assembla al mosterià, però té tipus propis com la punta amb peduncle.

## Història
L'ateriana és una cultura sorgida al Magrib i al Sàhara entre el 38.000 aC. i el 10.000 aC, tot i que també se'n troben evidències a Oman i al Desert de Thar. L'aterià inferior data de fa 145.000 anys, a Ifri n'Ammar (Marroc). De totes maneres, la majoria de dates inicials s'agrupen al voltant de l'inici de l'últim període interglacial, fa uns 130.000 anys, quan el clima del nord d'Àfrica començà a millorar. La cultura ateriana va començar a desaparèixer fa aproximadament uns 30.000 anys i, actualment, no es creu que hagi influït en les següents cultures arqueològiques de la regió, per exemple al període Iber-Maurità.

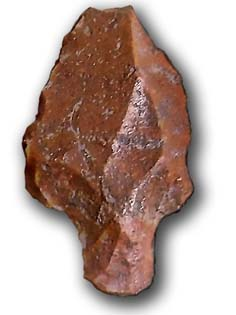
Punta pedunculada ateriana.

## Característiques
La cultura ateriana es caracteritza principalment per la presència d'eines tangonades o pedunculades, i porta el nom de la localitat tipus Bir-el-Ater, al sud d'Annaba. Les eines en forma de fulla, treballades de manera bifacial, també són un tipus comú entre les eines aterianes. Els objectes com ara els ornaments personals (amb conquilles de Nassarius perforades) es coneixen com a mínim en una localitat amb edats properes als 82.000 anys. Aquests ornaments demostren ja un elevat grau de pensament simbòlic. L'aterià, és un dels exemples més antics de diversificació tecnològica regional, que evidencia una diferenciació significativa de les indústries d'eines de pedra més antigues de la zona.
Les restes d'eines estan acompanyades en alguns jaciments per restes humanes que mostren que els individus de l'aterià eren homo sapiens moderns, probablement entre els primers totalment moderns de la regió. La seva alimentació estava basada en la caça i en l'explotació dels recursos costaners.